# Oberwart Gunners
O Oberwart Gunners é um clube de basquetebol da Áustria, fundado em 1966, em Oberwart, Áustria.

## Títulos
- Österreichische Bundesliga: 4

2011, 2016, 2024, 2025
- Copa Austríaca de Basquetebol: 3

1995, 1999, 2005